# Melbourne Airport
Melbourne Airport (IATA: MEL) is een internationaal vliegveld dat de Australische stad Melbourne bedient en gelegen is bij de plaats Tullamarine 22 kilometer buiten Melbourne. Andere vliegvelden nabij Melbourne zijn Avalon Airport, Essendon Airport en Moorabbin Airport. Het vliegveld kent twee start- en landingsbanen en vier terminals.
In de jaren 60 van de 20e eeuw bereikte het bestaande vliegveld Essendron Airport haar maximale capaciteit, waardoor er besloten werd een nieuw vliegveld te openen. Dit werd Melbourne Airport, die op 1 juli 1970 werd geopend. Voor vier luchtvaartmaatschappijen geldt Melboune Airport als hub, te weten Qantas, Jetstar Airways, Virgin Blue en Tiger Airways Australia.